# Zhongguan (köpinghuvudort i Kina, Guizhou Sheng, lat 28,43, long 107,60)
Zhongguan (kinesiska: 中观, 中观镇) är en köpinghuvudort i Kina. Den ligger i provinsen Guizhou, i den sydvästra delen av landet, omkring 220 kilometer nordost om provinshuvudstaden Guiyang. Antalet invånare är 17 968. Befolkningen består av 8 719 kvinnor och 9 249 män. Barn under 15 år utgör 24,0 %, vuxna 15-64 år 63 %, och äldre över 65 år 11,0 %.